# 上斯圖代內
上斯圖代內（羅馬化：Studenyi）是烏克蘭西部外喀爾巴阡州胡斯特區皮利佩茨市鎮的村莊。該村處於斯圖代內河畔，海拔高度649米，2001年人口759。